# Richard J. Brunner
Richard Josef Brunner (* 23. April 1933 in Tirschenreuth, Oberpfalz) ist ein deutscher Linguist und Philologe.

## Leben
Richard J. Brunner studierte Germanistik, Altphilologie, Geschichte, Sprachwissenschaften, Philosophie und Pädagogik an der Ludwig-Maximilians-Universität München und Vergleichende und Indogermanische Sprachwissenschaft mit Hauptfach Sanskrit an der Universität Innsbruck. An der Universität Innsbruck wurde er 1967 mit einer Arbeit über Johann Andreas Schmeller zum Dr. phil. promoviert. Brunner trat in den bayrischen Staatsdienst ein und war zunächst Gymnasiallehrer für Deutsch und Latein, später Studienberater in München. 1971 wechselte er an die Universität Ulm und baute das Referat für Forschung und Lehrplanung auf.
1974 wurde er Leiter der MTA-Schule, die er zu einem Schulzentrum für paramedizinische Berufe an der Universität Ulm ausbaute. Brunner integrierte die Schule für Medizinische Dokumentare (1976) und die Städtischen Krankenpflege- und Kinderkrankenpflegeschulen (1982) und gründete die Schule für Logopädie (1978), die Schule für Radiologieassistenten (1980), die Hebammenschule  (1983) und die Diätassistentenschule (1985). Brunner war von 1974 bis 1998 Leitender Akademischer Direktor und Leiter des Schulzentrums für nichtärztliche medizinische Berufe am Klinikum der Universität Ulm und wandelte das Schulzentrum in die Akademie für Gesundheitsberufe um.
Zudem unterrichtete Brunner an der Universität Ulm die Fächer Medizinische Terminologie und Medizingeschichte für Medizinstudenten. Er war Vorsitzender der Prüfungskommission für die deutsche Sprachprüfung für ausländische Studierende, Anreger und Förderer der Grundlagen des Unterrichtsfachs Deutsch als Fremdsprache (DaF) in Ulm. Zudem lehrte er Psycho- und Patholinguistik. Er war maßgeblich an der Gründung des Ulmer Humboldt-Studienzentrums für Philosophie und Geisteswissenschaften beteiligt und unterrichtete dort Sprachwissenschaften, Sprachphilosophie und Latein. Zudem hatte Brunner Lehraufträge an der Ukrainischen Freien Universität München, der Fachhochschule Neu-Ulm und der Schwaben-Akademie Augsburg inne.
1988 wurde er zum ordentlichen Professor für Indogermanistik an der Ukrainischen Freien Universität München ernannt. 1993 erfolgte die Ernennung zum Honorarprofessor an der Universität Ulm.

## Wirken
Brunner gilt als Experte für Leben und Werk von Johann Andreas Schmeller. Zudem wurde er bekannt mit seinen Forschungen über die deutschen Sprachinseln in Oberitalien sowie der Cimbernsprache. Er ist Mitglied der Kommission für Mundartforschung der Bayerischen Akademie der Wissenschaften.
Zusammen mit dem Neurologen Hans Helmut Kornhuber baute er in Ulm das Wissensgebiet der Aphasie auf.
Richard J. Brunner engagierte sich für die deutsche Sprache und hält seit Jahren germanistische Vorträge und Lehrveranstaltungen an ukrainischen Universitäten. Brunner ist Initiator und Organisator der Bayrisch-Ukrainischen Germanistentage, die seit 2001 mit Unterstützung der Hanns-Seidel-Stiftung wechselnd in Lemberg und München stattfinden.
Er war 1998 zusammen mit Leonid Rudnytzky und Hans Gerhard Stockinger maßgeblich beteiligt am Fortbestehen der Ukrainischen Freien Universität München.
Brunner war langjähriger Vertrauensdozent der Konrad-Adenauer-Stiftung (KAS) und der Hanns-Seidel-Stiftung (HSS) für Stipendiaten an der Universität Ulm, den Fachhochschulen in Ulm und Neu-Ulm sowie der Hochschule Biberach.
Seit 1955 ist Brunner Mitglied der katholischen Studentenverbindung KDStV Radaspona (Regensburg) zu München sowie 1973 Mitbegründer und aktiver Förderer der AV Suebo-Danubia zu Ulm, beide im CV. Brunner ist Reserveoffizier (Oberstleutnant) und Mitglied der CSU.

## Ehrungen
Richard J. Brunner wurde für sein Wirken mit mehreren Ehrendoktorwürden und akademischen Auszeichnungen geehrt, unter anderem:
- 1967 – Mitglied und Mitbegründer der Innsbrucker Sprachwissenschaftlichen Gesellschaft (ISG)
- 1969 – Mitglied und Mitbegründer des Bayerischen Cimbern-Kuratoriums zur Erforschung der altdeutschen Sprachinseln in Oberitalien (VII und XIII Gemeinden, Lusern)
- 1971 – Schmeller-Medaille der Bayerischen Akademie der Wissenschaften
- 1985 – Ehrenkreuz der Bundeswehr in Silber
- 1999 – Schmeller-Preis der Johann Andreas Schmeller-Gesellschaft
- 1999 – Ordentliches Mitglied der Schewtschenko-Gesellschaft der Wissenschaften
- 2008 – Honorarprofessor der Staatlichen Wolodymyr-Wynnytschenko-Universität Kirowograd
- 2009 – Professor honoris causa der Staatlichen Pädagogischen Universität Ternopil
- 2010 – Ehrenmitglied des Ukrainischen Deutschlehrer- und Germanistenverbandes (UDGV Lwiw/Lemberg) und des Verbandes der Ukrainischen Hochschulgermanisten (UHGV Kiew)

## Schriften (Auswahl)
- Johann Andreas Schmeller. Sprachwissenschaftler und Philologe. Innsbruck 1971, ISBN 3-85124-503-2.
- Beiträge zur Sprachforschung unter besonderer Berücksichtigung von Johann Andreas Schmeller. Knauf 1991.
- Johann Andreas Schmeller und die Bayerische Akademie der Wissenschaften. Dokumente und Erläuterungen. Bayerische Akademie der Wissenschaften München bei Beck, München 1997, ISBN 3-7696-0110-6.
- Johann Andreas Schmeller und die Ludwig-Maximilians-Universität München. Dokumente und Erläuterungen. Duncker & Humblot, Berlin 2009, ISBN 978-3-428-12814-3.
- Untersuchungen zur linguistischen Struktur der Spontansprache bei Aphasikern und anderen Patienten mit definierten Hirnläsionen vor dem Hintergrund der historischen Zusammenhänge der Aphasieforschung, Universität Ulm 1989